# Olastrida
Olastrida is een geslacht van wantsen uit de familie van de Tingidae (Netwantsen). Het geslacht werd voor het eerst wetenschappelijk beschreven door Henri Schouteden in 1956.

## Soorten
Het genus bevat de volgende soort:

- Olastrida oleae Schouteden, 1956